# Gádoros
Gádoros is een plaats (nagyközség) en gemeente in het Hongaarse comitaat Békés. Gádoros telt 4095 inwoners (2002).